# Élection présidentielle sud-coréenne de 2017
L'élection présidentielle sud-coréenne de 2017 a lieu de manière anticipée le 9 mai 2017 afin d'élire le président de la république de Corée. Initialement prévue pour le 20 décembre 2017, elle est avancée à la suite de la destitution de la présidente Park Geun-hye le 10 mars.
Moon Jae-in l'emporte avec un peu plus de 41 % des suffrages exprimés.

## Contexte
Le 10 mars 2017, la Cour constitutionnelle prononce la destitution de la présidente Park Geun-hye dans le cadre du scandale Choi Soon-sil. En conséquence, l'élection doit avoir lieu dans les soixante jours, en application de l'article 68 de la Constitution. La commission électorale fixe la tenue du scrutin au 9 mai suivant.
Après avoir dominé le pouvoir pendant près d'une décennie, le parti conservateur aborde l’élection en position de grande faiblesse. Le scandale de corruption dans lequel est embourbé Park Geun-hye et les accusations d'autoritarisme ont sévèrement affecté son image, au point de le forcer à changer de nom pour adopter celui de Parti de la liberté de Corée. Il est par ailleurs victimes de plusieurs scissions en partis rivaux, ce qui divise sa base électorale et réduit ses chances : l'élection ne comportant qu’un seul tour, une majorité relative est suffisante pour l’emporter, sans que les différentes factions puissent se regrouper lors d'un second tour. Toutefois, l'accentuation des tensions avec la Corée du Nord est considérée comme un atout pour le camp conservateur en période électorale.

## Système électoral
Le président de la république de Corée est élu au scrutin uninominal majoritaire à un tour pour un mandat de cinq ans non renouvelable. L'élection se tient entre le soixante-dixième et le quarantième jour avant l'expiration du mandat du président sortant.

## Nominations

### Parti démocrate

#### Primaire
Le candidat a été choisi par une primaire ouverte. Y participaient les citoyens qui s'y sont inscrits du 15 février au 9 mars et du 12 mars au 21 mars 2017. Dans l'ensemble, 2 144 840 personnes se sont inscrites, ce qui constitue un record dans l'histoire coréenne. La primaire a été menée du 22 mars au 3 avril dans quatre régions : Honam, Yeongnam, Hoseo, tandis que Séoul, Gangwon et Jeju formaient une région unique. 1 642 640 inscrits se sont effectivement rendus aux urnes, soit un taux de participation de 71,6 %.
Quatre candidats se présentaient : Moon Jae-in, candidat à l'élection présidentielle de 2012, député entre 2012 et 2016, président du parti entre 2015 et 2016 ; Ahn Hee-jung, gouverneur de la province de Chungcheong du Sud depuis 2010 ; Choi Sung, maire de Goyang depuis 2010 ; et Lee Jae-myung, maire de Seongnam depuis 2010.
Les sondages font de Moon Jae-in le grand favori de l’élection. Il se montre partisan d'un dialogue avec la Corée du Nord et, bien que ne prétendant pas remettre en cause la ligne diplomatique pro-américaine de Séoul, estime que la Corée du Sud doit aussi pouvoir « parfois dire non aux États-Unis ». En économie, il préconise de créer des centaines de milliers d’emplois dans le secteur public et d’augmenter le salaire minimum.

#### Résultats
| Candidat | Candidat          | Voix      | %    |
| -------- | ----------------- | --------- | ---- |
|          | Moon Jae-in       | 936 419   | 57,0 |
|          | Ahn Hee-jung (ko) | 353 631   | 21,5 |
|          | Lee Jae-myung     | 347 647   | 21,2 |
|          | Choi Sung (ko)    | 4 943     | 0,3  |
| Total    | Total             | 1 642 677 | 100  |

### Parti de la liberté de Corée

#### Primaire
Le candidat a été déterminé par une combinaison de sondages d'opinion, menée entre le 30 mars et le 31 mars (50 %) et les votes exprimés par les délégués à la convention du parti tenue le 31 mars (50 %). Les candidats étaient Lee In-je, membre de l'Assemblée nationale (1988-2016), Hong Jun-pyo, gouverneur en exercice de la province du sud de Gyeongsang (2012-présent), Kim Kwan-yong, titulaire du gouverneur du Nord Province de Gyeongsang (2006-présent), et Kim Jin-tae, membre de l'Assemblée nationale pour Chuncheon (2012-présent). La candidature de Hong Jun-pyo était initialement incertaine en raison d'allégations de corruption le concernant.
Réputé très conservateur, Hong Jun-pyo est parfois à l'origine de polémiques pour des propos jugés misogynes ou homophobes. Il est en faveur d’une dérégulation de l’économie et d’une mise au pas des syndicats, qu’il veut « passer dans sa machine à laver ». Favorable au déploiement en Corée du Sud du bouclier anti-missile américain Thaad et d’armes atomiques américaines, il accuse ses adversaires de gauche d’être « pro-Corée du Nord ».
Dans ses mémoires, il raconte qu'à l'âge de 18 ans il a, avec d'autres, fourni à l'un de ses amis un stimulant sexuel pour droguer et violer une jeune fille, tout en observant que le stimulant n'avait pas eu l'effet escompté sur la jeune fille. Il en a résulté un scandale lors de la présente campagne présidentielle, qui l'a amené à présenter des excuses.

#### Résultats
| Candidat | Candidat      | Sondages (50 %) | Votes des délégués (50 %) | Total |
| -------- | ------------- | --------------- | ------------------------- | ----- |
|          | Hong Jun-pyo  | 46,7            | 62,9                      | 54,15 |
|          | Kim Jin-tae   | 17,5            | 21,1                      | 19,30 |
|          | Lee In-je     | 24,6            | 5,1                       | 14,85 |
|          | Kim Kwan-yong | 11,2            | 12,2                      | 11,70 |
| Total    | Total         | 100             | 100                       | 100   |

### Parti du Peuple

#### Primaire
Le candidat a été choisi par une primaire ouverte (80 %) et un sondage d'opinion mené entre le 4 et le 5 avril (20%). La primaire a été menée du 25 mars au 4 avril, avec sept primaires régionales en cours. Ahn Cheol-soo a été déclaré gagnant de la primaire le 4 avril. Les candidats étaient Ahn Cheol-soo, ancien coprésident du parti (2016), ancien coprésident de la New Politics Alliance for Democracy (mars-juillet 2014), candidat présidentiel retiré en 2012, fondateur d'AhnLab, Inc., membre de l'Assemblée nationale pour le district de Nowon (2013-présent), Sohn Hak-kyu, ancien membre de l' Assemblée nationale de Seongnam (2011-12), ancien gouverneur de la province de Gyeonggi (2002-2006), ancien député de Gwangmyeong (1993-98, 2000-02), et Park Joo-seon, vice-président de l'Assemblée nationale (2016-présent), membre de l'Assemblée nationale (2000-2004, 2008-présent).
Homme d'affaires, Ahn Cheol-soo est le plus riche des candidats à l’élection présidentielle. Toutefois, ses prestations jugées « catastrophiques » dans les débats télévisés entrainent sa chute dans les sondages.

#### Résultats
| Candidat | Candidat           | Voix    | %     |
| -------- | ------------------ | ------- | ----- |
|          | Ahn Cheol-soo      | 133 927 | 72,71 |
|          | Sohn Hak-kyu (ko)  | 35 696  | 19,38 |
|          | Park Joo-seon (ko) | 14 561  | 7,91  |
| Total    | Total              | 184 768 | 100   |

### Parti Bareun

#### Primaire
Le candidat a été déterminé par une combinaison de votes d'une commission d'évaluation basée sur 4 débats, organisés dans différentes régions du pays (40 %), des votes des membres du parti (30 %) et des sondages d'opinion (30 %). Les candidats étaient Yoo Seong-min, membre de l'Assemblée nationale pour Daegu (2004-présent) et Nam Kyung-pil, gouverneur en exercice de la province de Gyeonggi (2014-présent). Yoo Seong-min a été nommé candidat du Parti Baerun le 28 mars.
Ancien chef de la tendance anti-Park Geun-hye au sein du parti Saenuri, il devient l'une des figures les plus influentes de la droite conservatrice après la destitution de la présidente. Il défend un programme de libéralisation de l'économie et pro-américain en matière de politique étrangère.

#### Résultats
| Candidat | Candidat           | Voix   | %    |
| -------- | ------------------ | ------ | ---- |
|          | Yoo Seong-min      | 36 593 | 62,9 |
|          | Nam Kyung-pil (ko) | 21 625 | 37,1 |
| Total    | Total              | 58 218 | 100  |

### Parti de Justice

#### Primaire
Les candidats ont été déterminés par un vote à huis clos des membres du parti. Les candidats étaient Sim Sang-jung, présidente du Parti de la Justice (2015-présent), membre de l'Assemblée nationale pour Goyang (2004-2008, 2012-présent) et Kang Sang-goo, vice-président de l'éducation du Parti de la Justice institut. Sim Sang-jung a été nommée candidate à la Justice le 16 février.
Sim Sang-jung soutient une désescalade militaire dans les rapports entretenus entre la Corée du Sud et les États-Unis avec la Corée du Nord. Elle est par ailleurs la seule candidate à défendre les revendications LGBT.

#### Résultats
| Candidat(e) | Candidat(e)   | Voix   | %    |
| ----------- | ------------- | ------ | ---- |
|             | Sim Sang-jung | 8 209  | 80,7 |
|             | Kang Sang-goo | 1 962  | 19,3 |
| Total       | Total         | 10 239 | 100  |

## Résultats
| Candidat                 | Candidat                 | Parti                        | Voix       | %     |
| ------------------------ | ------------------------ | ---------------------------- | ---------- | ----- |
|                          | Moon Jae-in              | Parti démocrate              | 13 423 800 | 41,08 |
|                          | Hong Jun-pyo             | Parti de la liberté de Corée | 7 852 849  | 24,03 |
|                          | Ahn Cheol-soo            | Parti du peuple              | 6 998 342  | 21,41 |
|                          | Yoo Seung-min            | Parti Bareun                 | 2 208 771  | 6,76  |
|                          | Sim Sang-jung            | Parti de la justice          | 2 017 458  | 6,17  |
|                          | Cho Won-jin              | Saenuri                      | 42 949     | 0,13  |
|                          | Kim Min-chan             | Indépendant                  | 33 990     | 0,10  |
|                          | Kim Sun-dong             | Parti du peuple uni          | 27 229     | 0,08  |
|                          | Chang Sŏng-min           | Grand parti national uni     | 21 709     | 0,06  |
|                          | Yoon Hong-sik            | Hongik                       | 18 543     | 0,05  |
|                          | Lee Kyung-hee            | Nationalistes coréens        | 11 355     | 0,03  |
|                          | Lee Jae-oh               | Corée verte                  | 9 140      | 0,02  |
|                          | Oh Young-guk             | Patriotes économiques        | 6 040      | 0,01  |
|                          |                          |                              |            |       |
| Votes valides            | Votes valides            | Votes valides                | 32 672 175 | 99,59 |
| Votes blancs et nuls     | Votes blancs et nuls     | Votes blancs et nuls         | 135 733    | 0,41  |
| Total                    | Total                    | Total                        | 32 807 908 | 100   |
| Abstention               | Abstention               | Abstention                   | 9 671 802  | 22,77 |
| Inscrits / Participation | Inscrits / Participation | Inscrits / Participation     | 42 479 710 | 77,23 |

## Conséquences
Moon Jae-in, ancien avocat spécialisé en droits de l'homme et chef de cabinet sous la présidence de Roh Moo-hyun, assume la fonction de président de la Corée du Sud le 10 mai 2017 après avoir été élu à une forte pluralité de 41,08 %, comparativement aux 24,03 % et 21,41 % de ses principaux adversaires, le conservateur Hong-Joon-pyo et le centriste Ahn Cheol-soo.
Les principales nominations au cabinet, y compris celle de Premier ministre et de chef du Service National de Renseignement, ont été annoncées lors de l'inauguration à l'Assemblée nationale.